# 에프라인 후아레스
에프라인 후아레스 발데스(스페인어: Efraín Juárez Valdez, 1988년 2월 22일 ~ )는 멕시코 태생의 전 축구 선수이다.